# Beyond Undeniable Entropy
Beyond Undeniable Entropy es la primera grabación de Hybrid, un EP de seis canciones que presenta su arriesgada y creativa amalgama de metal extremo, dónde la variedad de cambios y matices mantienen al oyente expectante en todo momento. 
Se trata de un caos organizado por complejas y técnicas composiciones en el que la intensidad, rapidez y agresividad también dejan lugar a los contrastes: desde las melodías de “Sleep Of The Defeated” hasta el más pesado y oscuro Doom de “Throne Of The Necronaut”.

## Lista de canciones
1. Ave Phoenix (2:53)
2. Sleep Of The Defeated (3:55)
3. Sun Burnt (2:53)
4. Insomnia (3:35)
5. Growing Misanthropy (3:52)
6. Throne Of The Necronaut (4:20)

## Formación
- Chus Maestro - batería, voces
- J.Oliver - guitarra, voces
- Miguel - guitarra, voces
- Kike - bajo
- Unai García - voz principal